# Episodi di Omicidi a Sandhamn (seconda stagione)
La seconda stagione della serie televisiva Omicidi a Sandhamn è composta da 3 episodi che compongono un unico arco narrativo; sono andati in onda in Svezia dal 17 al 19 dicembre 2012 sul canale TV4.
In Italia la serie è stata trasmessa in prima visione su Giallo il 12 settembre 2014.
| nº | Titolo originale               | Titolo italiano               | Prima TV Svezia  | Prima TV Italia   |
| -- | ------------------------------ | ----------------------------- | ---------------- | ----------------- |
| 1  | I den innersta kretsen - Del 1 | Nell'ultimo cerchio - Parte 1 | 17 dicembre 2012 | 12 settembre 2014 |
| 2  | I den innersta kretsen - Del 2 | Nell'ultimo cerchio - Parte 2 | 18 dicembre 2012 | 12 settembre 2014 |
| 3  | I den innersta kretsen - Del 3 | Nell'ultimo cerchio - Parte 3 | 19 dicembre 2012 | 12 settembre 2014 |